# Тургайська долина
Тургайська долина (Тургайська улоговина) — ерозійно-тектонічна улоговина на північному заході Казахстану, між Уралом і Мугоджарами на заході і Казахським дрібносопковиком на сході.
На півночі — сухі степи (район освоєння цілинних земель), на півдні — напівпустелі. Родовища залізняку і інших корисних копалини.
Перетинає Тургайське плато з півдня на північ. По Тургайській улоговині протікають річки Тургай і Убаган (притока Тоболу). У долині багато озер (Саримойин, Аксуат, Сарикопа та інші). Розташований Наурзумський заповідник.
Сполучає Західно-Сибірську рівнину з північною частиною Туранської низовини в Казахстані.
Довжина близько 630 або 800 км, ширина від 20-75 до 300 км. Переважаючі висоти до 125 і 200—300 м.